# Клерки
«Клерки» (англ. Clerks) — фільм 1994 року, дебют в режисера Кевіна Сміта. Перший фільм всесвіту View Askewniverse. Було знято продовження Клерки 2 у 2006 році. Прем'єра відбулася y 1994 році на кінофестивалі Санденс, де фільм розділив перше місце, і на Каннському кінофестивалі.

## Сюжет
Зовсім незрозуміло, що робити молодим хлопцям, якщо робота не радує. А ходити на неї щодня все одно доводиться: заробляти щось адже потрібно. Ось і залишається лише одне: всіляко розважатися, навіть перебуваючи за надокучливим прилавком і обслуговуючи клієнтів, а паралельно можна і особисті негаразди спробувати вирішити, чи не обходячись без допомоги колег-друзів.
Данте майже завжди на роботі в супермаркеті. Він — продавець. Чому завжди на роботі? Тут все просто: то його зміна, то приятель просить підмінити. Ось і виявляється, що значну частину молодого життя герой фільму «Клерки» працює «на чужого дядька». Єдине, що «радує» його трудові дні і ночі — це друг Рендал з відеопрокату. Той теж постійно на роботі, але не нудьгує. Вічні знущання і глузування над клієнтами — це його хобі. Друзі базікають, регочуть, пліткують (нітрохи не менше жіночних створінь). А їх проблеми наростають з кожною миттю. Ось у Данте, наприклад, проблеми з дівчатами. Ні, дівчата у нього, звичайно, є, тільки якісь дивні. Мало того, що перша його любов померла, що трагічно вразило хлопця. Так далі все пішло ще гірше. Йому то зраджують, то кидають. Ось і спробуй розібратися у всіх цих складнощах, якщо все твоє життя — це прилавок…

## Ролі
| Актор            | Роль          |
| ---------------- | ------------- |
| Джейсон Мьюз     | Джей          |
| Кевін Сміт       | Мовчазний Боб |
| Джефф Андерсон   | Рендал        |
| Браян О'Галлоран | Данте         |
| Мерілін Гільотті | Вероніка      |
| Лайза Спунхауер  | Кетлін        |
| Скот Моужер      | Вільям Блек   |

## Дубляж
Українською мовою фільм дубльовано Творчою Спільнотою Струґачка у 2016 році. Автор перекладу Дмитро Шостак.

## Саундтрек
| #   | Назва                                     | Contributing artist             | Тривалість |
| --- | ----------------------------------------- | ------------------------------- | ---------- |
| 1.  | «Dante's Lament» (Dialogue)               | Brian O'Halloran                | 0:04       |
| 2.  | «Clerks»                                  | Love Among Freaks               | 3:41       |
| 3.  | «Kill the Sexplayer»                      | Girls Against Boys              | 3:16       |
| 4.  | «No Time for Love, Dr. Jones» (Dialogue)  | Jeff Anderson                   | 0:09       |
| 5.  | «Got Me Wrong»                            | Alice in Chains                 | 4:09       |
| 6.  | «Randal and Dante on Sex» (Dialogue)      | Jeff Anderson, Brian O'Halloran | 0:19       |
| 7.  | «Making Me Sick»                          | Bash & Pop                      | 2:14       |
| 8.  | «A Bunch of Muppets» (Dialogue)           | Jeff Anderson, Brian O'Halloran | 0:23       |
| 9.  | «Chewbacca»                               | Supernova                       | 1:26       |
| 10. | «Panic in Cicero»                         | The Jesus Lizard                | 3:26       |
| 11. | «Shooting Star»                           | Golden Smog                     | 4:40       |
| 12. | «Leaders and Followers»                   | Bad Religion                    | 2:41       |
| 13. | «I Like to Expand My Horizons» (Dialogue) | Jeff Anderson, Brian O'Halloran | 0:15       |
| 14. | «Violent Mood Swings (Thread Mix)»        | Stabbing Westward               | 5:31       |
| 15. | «Berserker»                               | Love Among Freaks               | 2:08       |
| 16. | «Big Problems»                            | Corrosion of Conformity         | 2:15       |
| 17. | «Go Your Own Way»                         | Seaweed                         | 3:49       |
| 18. | «Social Event of the Season» (Dialogue)   | Brian O'Halloran, Jeff Anderson | 0:27       |
| 19. | «Can't Even Tell»                         | Soul Asylum                     | 3:13       |
| 20. | «Jay's Chant» (Dialogue)                  | Jason Mewes                     | 0:10       |

## View Askewniverse
View Askewniverse - вигаданий всесвіт в якому персонажі часто згадуються і навіть можуть зустрітись в окремих фільмах. Список фільмів всесвіту:
- Лобуряки (1995)
- У гонитві за Емі (1997)
- Догма (1999)
- Джей і мовчазний Боб завдають удару у відповідь (2001)
- Клерки 2 (2006)
- Джей та Мовчазний Боб: Перезавантаження (2019)

## Цікаві факти
- Майже весь бюджет фільму було витрачено на саундтрек до фільму.
- Сцена де жінка перебирає молоко - це мати Кевіна Сміта.
- Щоб зібрати кошти на фільм Кевін Сміт продав свою колекцію коміксів і взяв кредит у банку.
- Роль Мовчазного Боба мав зіграти друг Кевіна Сміта, але в останній момент Сміт вирішив сам взяти роль Боба. Друг який не отримав роль Боба зіграв камео покупця.
- Магазин в якому працює Данте і де відбуваються події фільму - це магазин в якому працював сам Кевін Сміт. Зранку Сміт працював в магазині, а вночі вони знімали фільм у ньому ж.
- Miramax  викупила у Сміта фільм за $230 000 доларів.
- У фільмі є альтернативна кінцівка - де грабіжник вбиває Данте у магазині.